# NGC 1817
NGC 1817 هي مجرة تتبع كوكبة الثور. اكتشفها ويليام هيرشل في 25 يناير 1832.

## روابط خارجية
- NGC 1817 على موقع ويكي سكاي: DSS2, SDSS, GALEX, IRAS, Hydrogen α, X-Ray, Astrophoto, Sky Map, Articles and images